# هشدار امبر

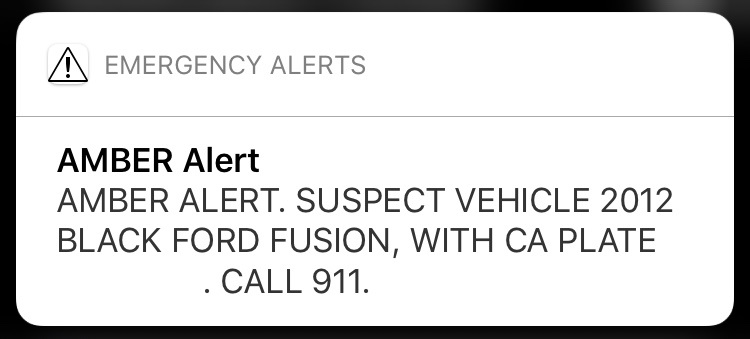

هشدار اَمبِر (انگلیسی: AMBER Alert) یا وضعیت اضطراری کودک‌ربایی، یک سامانه برای هشدار در زمان ربودن کودکان است. این سامانه از سال ۱۹۹۶ در آمریکا شروع به کار کرد. Amber مخفف America's Missing: Broadcast Emergency Response است که به معنی گمشده در آمریکا: پخش پاسخ اضطراری است. وجه تسمیه دیگر این مفهوم دختری به نام «امبر هیگرمن» نیز که در سال ۱۹۹۶/۱۳۷۴ در سن نه سالگی و در شهر آرلینگتون ایالت تگزاس، دزدیده و کشته شد. طبق قانون آمریکا، هشدار امبر باید در کانال‌های رادیویی، رادیوهای اینترنتی، رادیوهای ماهواره ای، ایستگاه‌های تلویزیونی و شبکه‌های کابلی تلویزیونی و تلفن‌های همراه تمام ایالت اعلام شود.

## شرایط اعلام
اعلام عمومی هشدار امبر شرایطی دارد، یعنی گم شدن کودکان به‌طور عمومی شامل این اخطار نمی‌شود، بلکه در شرایطی «امبر الرت» اعلام می‌کنند که:
1. برای قانون و نمایندهٔ قانون مسجل شود که آدم‌ربایی اتفاق افتاده و مثلاً بچه فرار نکرده یا اتفاق دیگری برای وی رخ نداده باشد.
2. کودک در معرض خطر آسیب دیدگی جدی یا مرگ باشد
3. اطلاعات توصیفی کافی از کودک، آدم‌ربا یا خودروی آدم‌ربا وجود داشته باشد
4. کودک دزدیده شده زیر ۱۸ سال باشد